# Runenstein von Vang

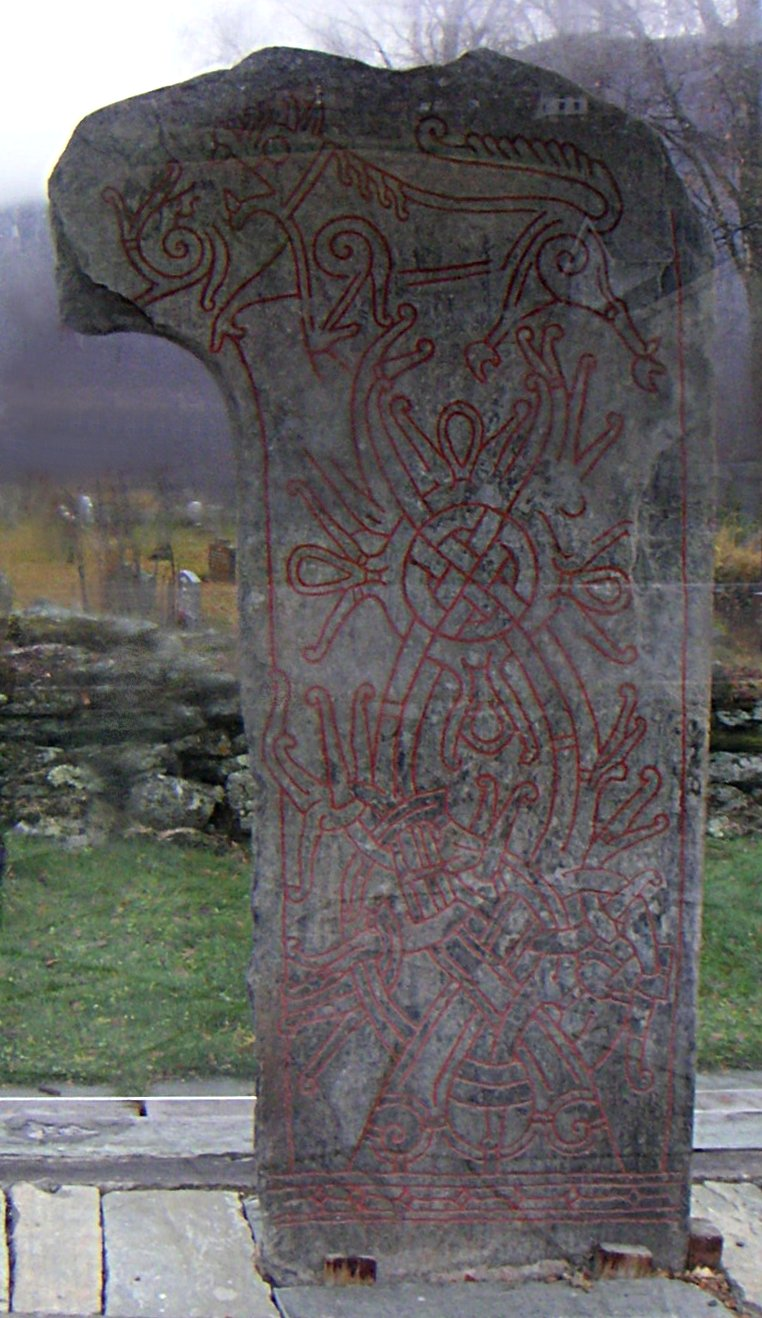
Runenstein von Vang

Der Runenstein von Vang (N 84; norwegisch Vangsteinen, auch Runenstein von Grindaheim) ist ein Runenstein aus dem frühen 11. Jahrhundert. Er steht bei der Kirche von Vang im Fylke Innlandet in Norwegen. Er ist 2,15 m groß. Bis 1844 stand er neben der ehemaligen Stabkirche von Vang, die jedoch nach Karpacz ins Riesengebirge verbracht worden ist.
Auf dem mit Ranken und Blattwerk verzierten Stein befindet sich zuoberst die Darstellung eines Tieres, das häufig als Löwe interpretiert wird.

## Inschrift
Die Runeninschrift ist getrennt von der Bildkomposition an den Seiten eingeritzt, im Unterschied zu den meisten anderen Runensteinen der Wikingerzeit.
Runenumschrift: kosa : sunir : ristu : s(t)in : þinsi : af(t)ir : kunar : bruþur:sun
Die Inschrift lautet altnordisch:

## Runenstein Kvien

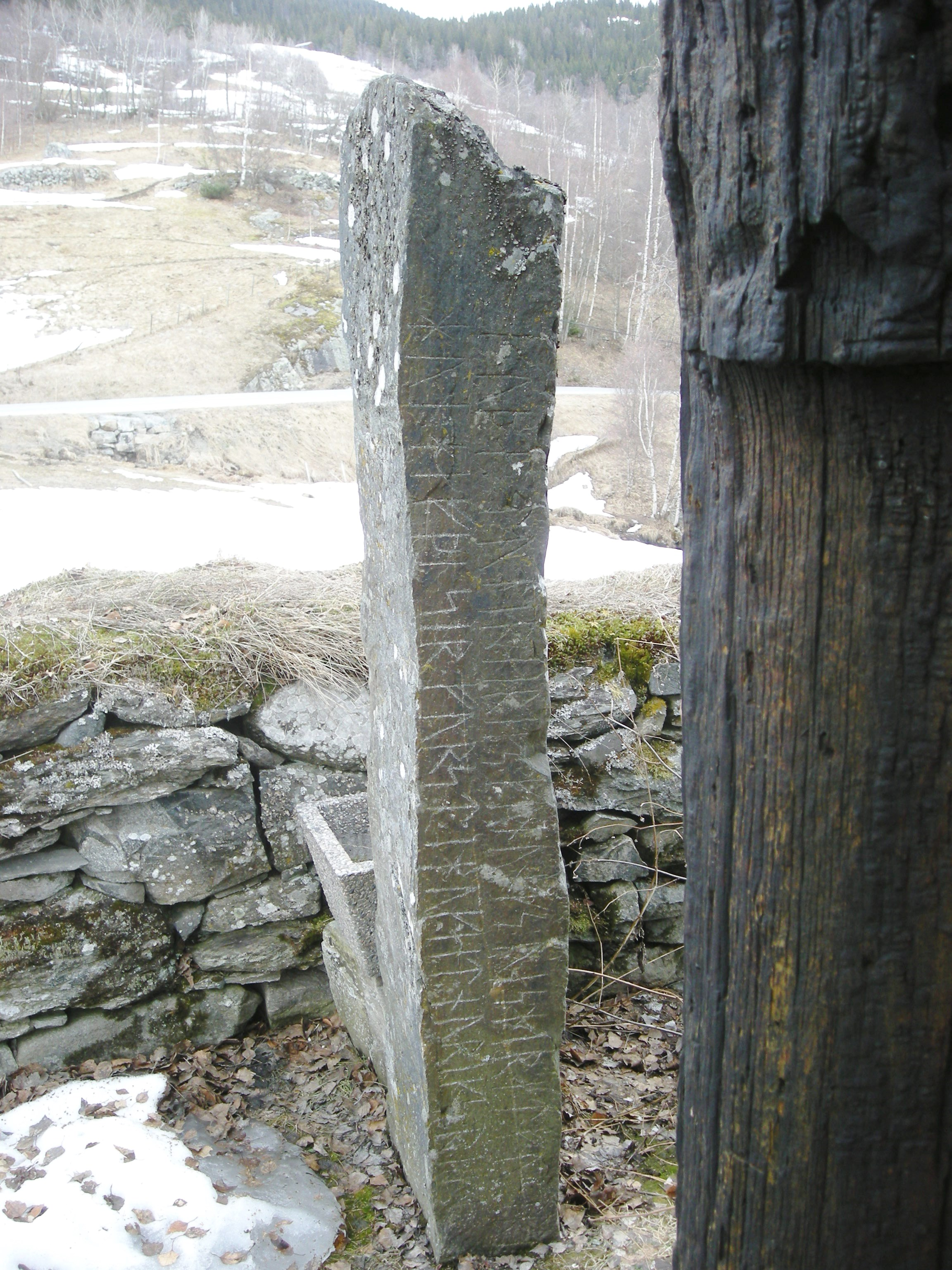
Runenstein an der Stabkirche Høre

Der Text des zweiten Runensteins in Vang lautet: „In diesem Sommer, als die Brüder Erling und Audun die Bäume für diese Kirche fällten, fiel Earl Erling in Nidaros.“